# Jiří Berkovec
Jiří Berkovec (22. července 1922, Plzeň – 11. listopadu 2008, Praha) byl český hudební skladatel a publicista, spisovatel, učitel.

## Životopis
Po základní a střední škole absolvoval studium Filozofické fakulty Karlovy univerzity, obor hudební vědy, filozofie a psychologie.
V roce 1948 ukončil v Praze úspěšně další studium hudby na konzervatoři. V letech 1949 až 1965 byl zaměstnán v Československém rozhlasu. V letech 1952–1957 přednášel na Katedře hudebních věd UK, zčásti souběžně se svým zaměstnáním u rozhlasu. V letech 1965 až 1976 byl zaměstnán u hudebního nakladatelství Supraphon. O roku 1976 do roku 1982 byl zaměstnanec Divadelního ústavu v Praze. Byl také čestným členem Společnosti Jakuba Jana Ryby v Rožmitále. Pohřeb měl v Praze na Olšanech.

## Dílo
Během své práce se věnoval skladatelské a psaní odborných prací, zejména z české hudební historie. Je autorem prací o hudebních osobnostech našich dějin, např. o Antonínu Dvořákovi. Mimo to napsal i několik sci-fi povídek ve sbírce Akce Lyra, z nichž jedna (Autosonido) byla zfilmována Československou televizí. Akce Lyra byla vydána i na Ukrajině. Sám autor tyto povídky považuje jako okrajovou záležitost své tvorby, jejíž těžiště je v oblasti hudby.

### Vydané knihy
- Akce Lyra (1966), SF povídky
- Antonín Dvořák (1969)
- Život plný hudby. Vyprávění o Antonínu Dvořákovi (1986)

### Hudební dílo
- Krakatit (1961) – libreto i hudba k opeře
- Kosmická raketa (1961) – orchestrální fantasie, vysílaná v rozhlase
- Letíme ke hvězdám (1962), kantáta, též v rozhlasovém vysílání
- Hostinec U kamenného stolu (1972) – hudba k opeře
- Klíč (1997) – libreto i hudba k opeře